# مطار جون إف كينيدي الدولي
مطار جون إف كينيدي الدولي (بالإنجليزية: John F. Kennedy International Airport) (إياتا: JFK، إيكاو: KJFK، معرف الموقع إف إيه إيه: JFK) شير إليه العامة باسم مطار جون كينيدي ومطار كينيدي ونيويورك جون كنيدي هو المطار الدولي الرئيسي الذي يخدم مدينة نيويورك ويوجد في مقاطعة كوينز، جنوب غرب مدينة نيويورك بحوالي 19 كم من منهاتن السفلي. المطار هو أكثر المطارات ازدحامًا من بين المطارات السبعة في نظام مطار نيويورك ، والسادس من أكثر المطارات ازدحامًا في الولايات المتحدة ، وأكثر بوابة الركاب الجوية الدولية ازدحامًا إلى أمريكا الشمالية. يغطي المرفق مساحة 5,200 فدان (2,104 هكتار) وهو أكبر المطارات وأكثرها ازدحامًا في منطقة مدينة نيويورك. تعمل أكثر من 90 شركة طيران من المطار، مع رحلات جوية مباشرة أو بدون توقف إلى وجهات في جميع القارات الست المأهولة.
هو أكبر بوابة لمسافرين جواً إلي الولايات المتحدة الأمريكية، ومن أكبر بوابات الشحن بالولايات المتحدة من حيث قيمة الشحنات. يدار المطار من قبل هيئة موانئ نيويورك ونيوجيرسي والتي تدير أيضاً المطارين الآخرين في نيويورك مطار نيوآرك ليبرتي الدولي ومطار لاغوارديا. مطار جون إف كينيدي هو قاعدة عمليات خطوط طيران جيت بلو، وأيضاً بوابة رئيسية للرحلات الدولية التابعة لخطوط الولايات المتحدة الجوية ودلتا إير لاينز. تسعون شركة طيران أخرى تعمل في مطار جون إف كينيدي الدولي. يمتلك المطار 3 قوابض والقدره على مكافحه الحرائق ولديه 3 مدرجات بالاعشاب ضد الحرائق.

## التسمية
في البدء سمى المطار بمطار أيدل وايلد (Idlewild Airport) ثم أعيد تسميته فأصبح يسمى مطار اللواء ألكسندر أي أندرسون (Major General Alexander E.Anderson Airport). فقد كان اللواء ألكسندر أندرسون الذي قاد وحدة الحرس الوطني الفدرالي في جنوب الولايات المتحدة من سكان مقاطعة كوينز. كان حينها رمز اتحاد النقل الجوي للمطارات هو IDL، ورمز المنظمة الدولية للطيران المدني هو KIDL، ومحدد موقع طبقاً لوكالة الطيران الفدرالية هو IDL. أعيد تسمية المطار مرة أخرى في 1948 فأصبح يسمي مطار نيويورك الدولي ورغم إعادة التسمية تلك فقد كان يستخدم الاسم القديم أيضاً مع اسمه الجديد. ثم أعيدت تسميته مرة أخرى عام 1963 باسم الحالي مطار جون إف كينيدي الدولي تكريماً للرئيس الأمريكي الراحل جون كينيدي.

## التاريخ

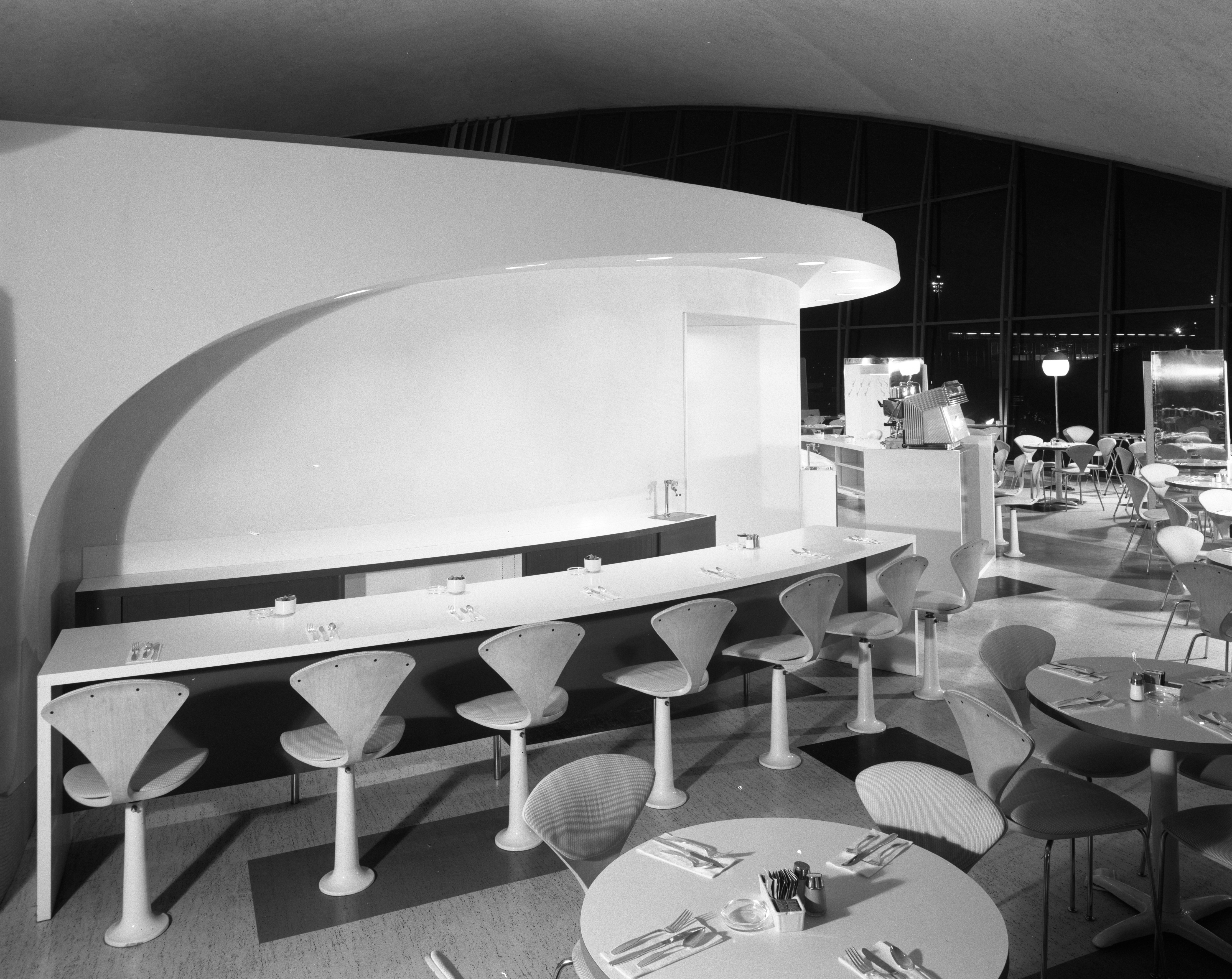
مطعم ومقهي يونيون نيوز بمركز رحلات تي دابليو إيه، إيدل وايلد.

بدأ تشيد المطار عام 1943 بطموحات متواضعة - حوالي 60 مليون دولار أنفقوا في عملية البناء والتشيد - حيث كان مخصص للاستخدام فقط 4 كيلومترات مربعه من ملعب أيدل وايلد للجولف المجاور. اتصال المطار بملعب أيدل وايلد للجولف أعطاه اسمه الأول الغير رسمي مطار أيدل وايلد. أدير المطار بواسطة هيئة مواني نيويورك ونيوجرسي منذ عام 1947 تحت عقد إيجار من مدينة نيويورك لمدة خمسون سنة ثم مدت مدة العقد حتي عام 2015. شهد المطار إقلاع أول رحلة تجارية في 1 يوليو 1948. ثم أعطى المطار أول اسم رسمي وهو مطار نيويورك الدولي في 31 يوليو من نفس العام. ومع ذلك ظل الاسم القديم أيدل وايلد مستخدم ويلاحظ ذلك في رمز اتحاد النقل الجوي للمطارات الذي كان IDL وهي الحروف الأولي من الاسم القديم.

## البنية التحتية والخدمات

### مدارج المطار

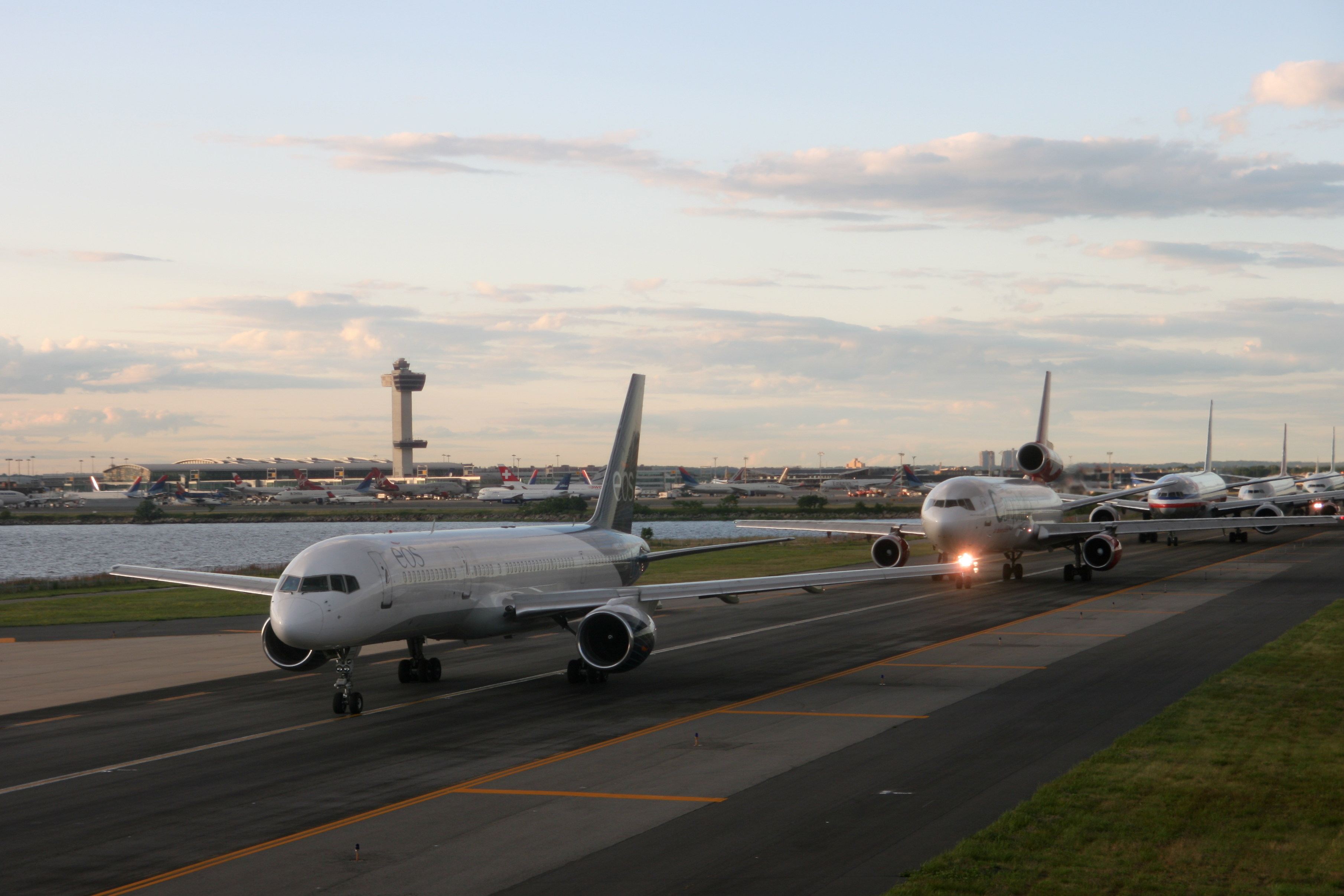
طابور من الطائرات على إحدى ممرات المطار

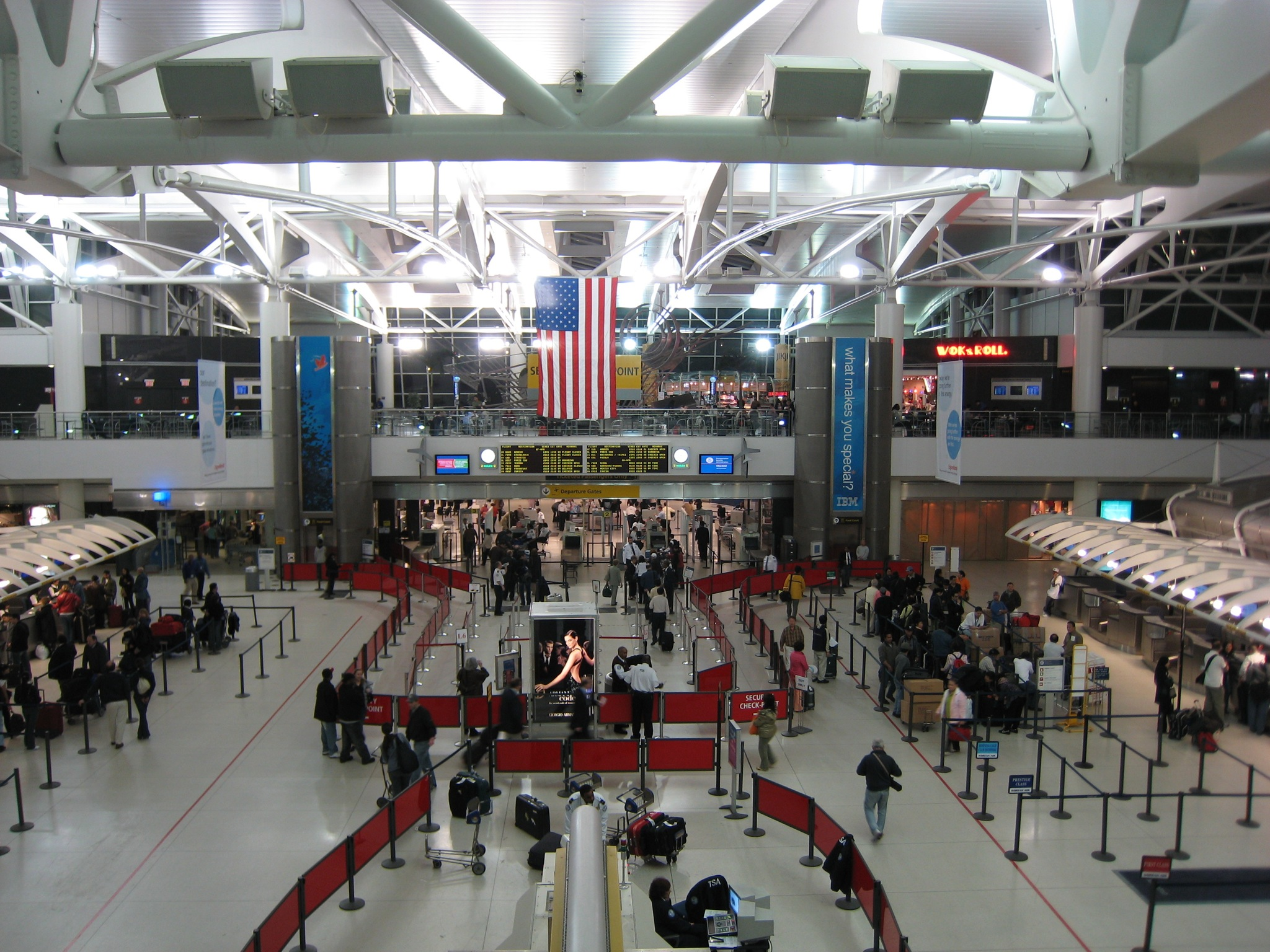
مبنى رقم 1

يحتوي المطار على أربع مدارج. كل اثنان متاوزيان لكنها متقاطعان مع المدارج الاثنان الأخرى وتحيط هذه المدارج بالمباني الرئيسية للمطار. أسماء المدارج كالتالي: 4L-22R و4R-22L و13L-31R و13R-31L.
- مدرج 13R-31L هو ثاني أطول مدرج تستخدمه الشركات الطيران التجارية في شمال أمريكا، ويبلغ طوله 14,572 قدم (4,441 متر). أما أطول مدرج في أمريكا الشمالية فيوجد في مطار دنفر الدولي حيث أن طوله 16,000 قدم.
- مدرج 4R-22L طوله 8400 قدم وعرضه 200 قدم. وهو مجهز عند كلا الطرفين مع نظام أجهزة الهبوط (ILS System). وأيضا مجهز بأنظمة الإضاءة الاقترابية للمدرج (ALS) مع تسلسل ومضات الإضاءة قبل المدرج.
- مدرج 4R يحتوي على نظام الهبوط المتطور كاتوجري 3 (Category III A/L ILS runway) حيث يمكن الهبوط عندما تقل الرؤية إلى أقل من 600 قدم عند الهبوط.أول نظام هندسي لإيقاف المواد في شمال القارة الأمريكية ركب في شمال شرق نهاية المدرج في عام 1996. أرضية المدرج تتكون من مواد الاسمنت الخلوية، التي يمكن أن تقلل السرعة بشكل آمن للطائرة وتستطيع وقفها.
- مدرج 22L لديه أيضا على نظام الهبوط المتطور كاتوجري 3 (Category III A/L ILS runway).
- مدرج 4L-22R طوله 11351 قدم وعرضه 150 قدم ويحتوي على نظام أجهزة الهبوط في كلا اتجاهي المدرج. ويمكن إجراء عمليات الإقلاع في مدى رؤية 1/8 ميل.
- مدرج 13L-31R طوله 10000 قدم وعرضه 150 قدم وهو أيضا مجهز عند كلا الطرفين مع نظام أجهزة الهبوط (ILS System) وأيضا مجهز بأنظمة الإضاءة الاقترابية للمدرج (ALS). اتجاه المدرج 13L يحتوي على نظام الهبوط كاتوجري 2 (Category II). ويمكن إجراء عمليات الهبوط عندما تكون مدى الرؤية 1/2 ميل. ويحتوي المطار على 25 ميل (45 كيلومتر) من الممرات الجانبية التي تؤدي من وإلى المدارج والمباني المحيطة للمطار. وبني برج المراقبة بالقرب من المبنى رقم 4 وقد افتتح عام 1994 وطول البرج حوالي 321 قدم (98 متر). وتشمل مرافق خدمات الطائرات سبع حظائر للطائرات و 32 مليون جالون من الوقود تخزن للاحتياط في المطار حتى تعبأ الطائرات منها.

### مباني الركاب

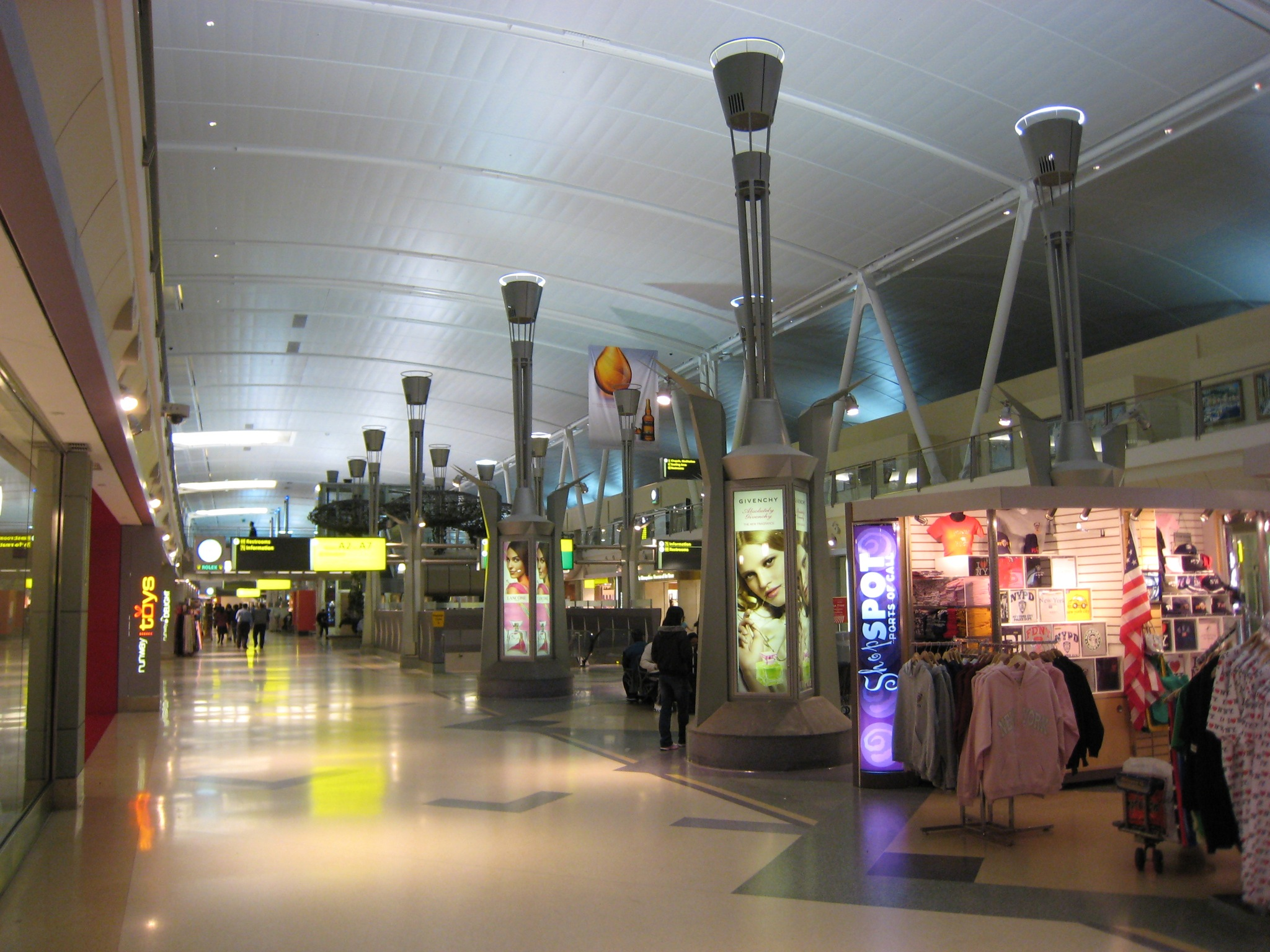
المحلات التجارية في المبنى رقم 4

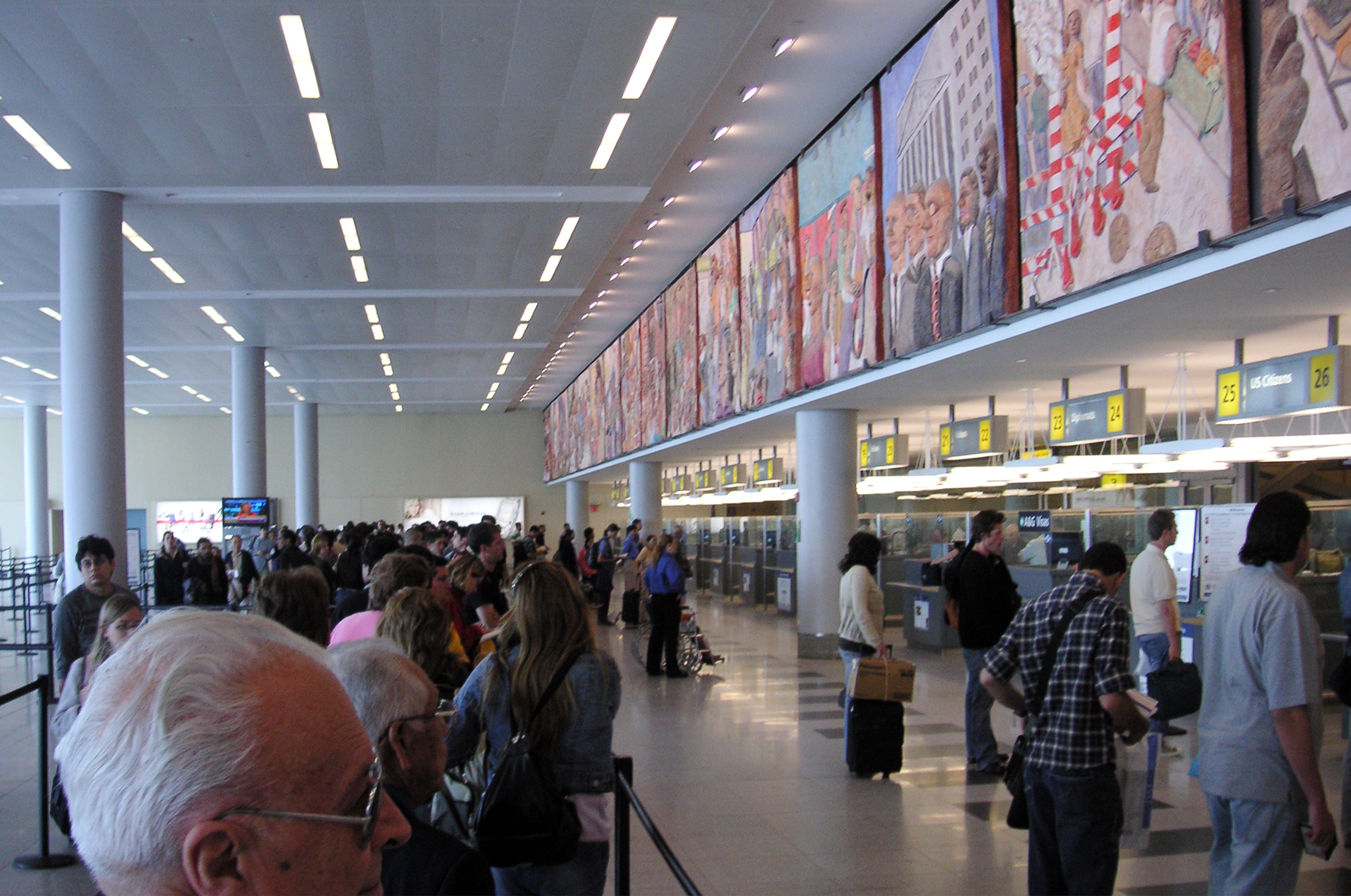
سيطرة الجوازات في المبنى رقم 4

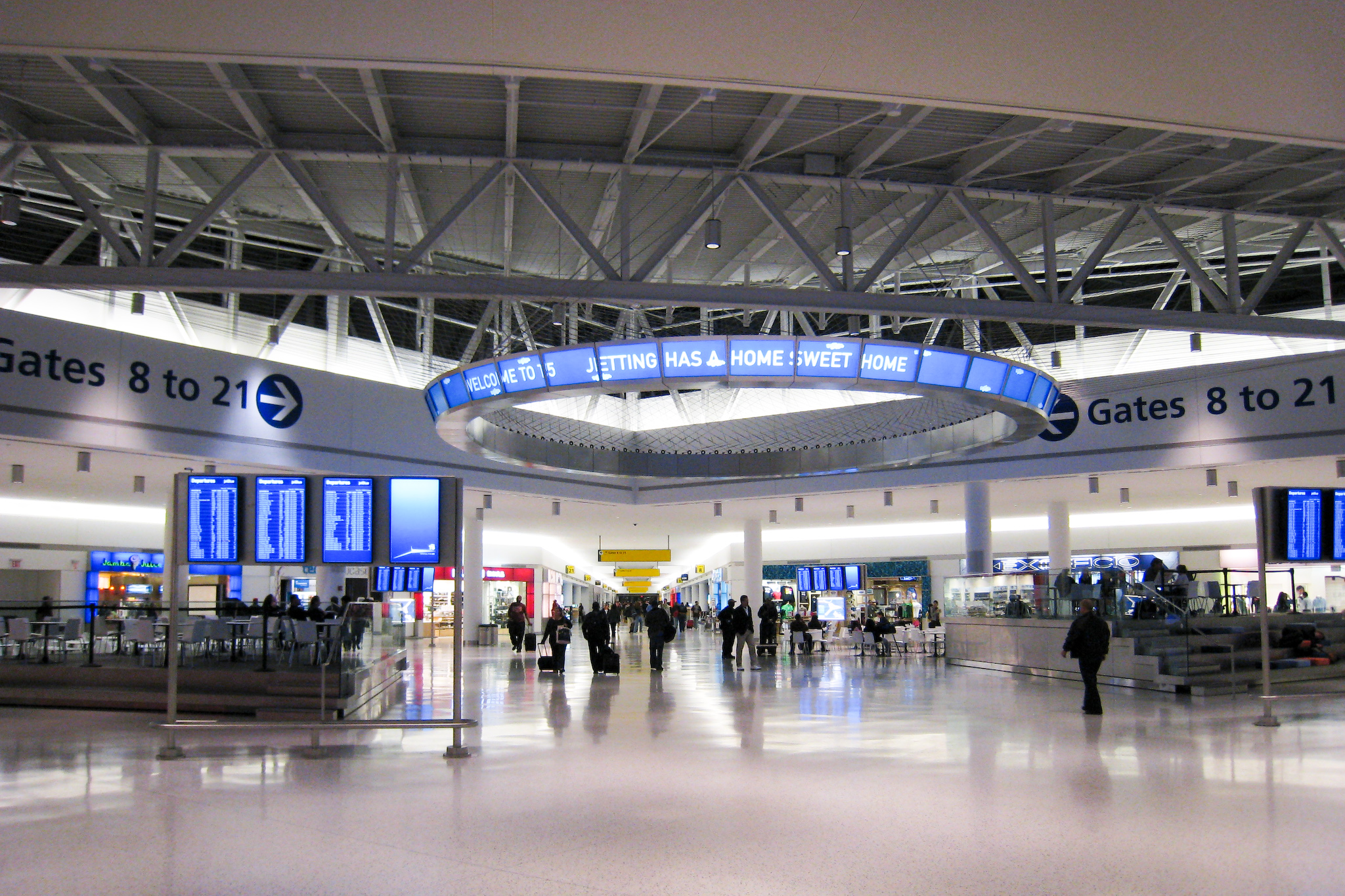
صالة الدخول في المبنى رقم 5

يحتوي مطار جون كيندي على 8 مباني تخدم الركاب وتشكل حرف U وتربط المباني الثمانية عن طريق قطار معلق وأيضا شبكة طرق لكي تستخدمها السيارات للتنقل بين مبنى وآخر.
- المبنى رقم 1: يحتوي على 11 بوابة. المبنى رقم 1 الأصلي، كان قد بني مركزا لشركة طيران الشرق، وقد هدم المبنى وافتتح في عام 1998، بعد مرور 50 عاما على افتتاح المطار.
- المبنى رقم 2: افتتح المبنى عام 1962 وكان مركزا لعمليات 3 شركات طيران هي نورث إيست وشركة طيران نورث ويست وأخيرا شركة طيران برانيف. بعد زوال شركتي الطيران نورث إيست وبرانيف أخذت خطوط دلتا الجوية المبنى وجعلته مركزا لعملياتها. ويحتوي المبنى لى 11 بوابة.
- المبنى رقم 3: بني في عام 1960 وقد سمي بميناء العالم وبني خصيصا لشركة الطيران السباقة بان أم وقد وسع عام 1970 حتى بمكن لطائرة البوينغ 747 من أن تستخدم المبنى. ويحتوي على 17 بوابة وتستخدمه شركة خطوط دلتا الجوية مركزا ثاني لعملياتها بعد المبنى رقم 2.
- المبنى رقم 4: وهو المبنى الدولي الذي يستقبل الرحلات الجوية الدولية من خارج الولايات المتحدة. ويمكن للمبنى ان يستقبل طائرة إيرباص إيه 380 وتدير مجموعة سخيبول هذا المبنى وهو يعتبر المبنى الأول في الولايات المتحدة تديره شركة أجنبية من خارج الولايات المتحدة. افتتح المبنى في عام 2001 وكانت كلفة بنائه 1.4$ مليار دولار. ويحتوي المبنى على 17 بوابة كما يحتوي على الكثير من المحلات التجارية والتي يمكن للكثير من الركاب التبضع قبل سفرهم.
- المبنى رقم 5: يعرف به حتى الآن بمركز تي دبليو إيه الجوي . كان سابقا لشركة طيران تي دبليو إيه أو الخطوط الجوية عبر العالم. تستخدم شركة جت بلو هذا المبنى الآن ويحتوي على 26 بوابة لربط الطائرات بالمبنى.
- المبنى رقم 6: بني في عام 1970 ويحتوي على 14 بوابة، وكانت شركة جت بلو تستخدمه قبل أن تنتقل إلى المبنى رقم 5.
- المبنى رقم 7: بني في أوائل عام 1970 وقد بني خصيصا لشركة طيران الخطوط الجوية البريطانية لما وراء البحار وشركة الطيران الكندي. في عام 1997 رخصت سلطات المطار ان تقوم شركة الخطوط الجوية البريطانية بتوسعة المبنى وتحديث الاثنا عشر بوابة تابعة للمبنى. وفي مايو 2008 بدأت أعمال التوسعة والتحديث بتكلفة 30 مليون دولار بحيث تنتهي أعمال التحديث في 18 شهر خصوصا في شهر يونيو 2009.

في عام 1999 بدأت الخطوط الجوية الأمريكية خطة بناء لمدة 8 سنوات المبنى رقم 8 و 9 القديمين. وقد افتتح المبنى رقم 8 في أغسطس 2007 وكانت تكلفته 1.3 مليار دولار.

## الوصول إلى المطار

### القطار

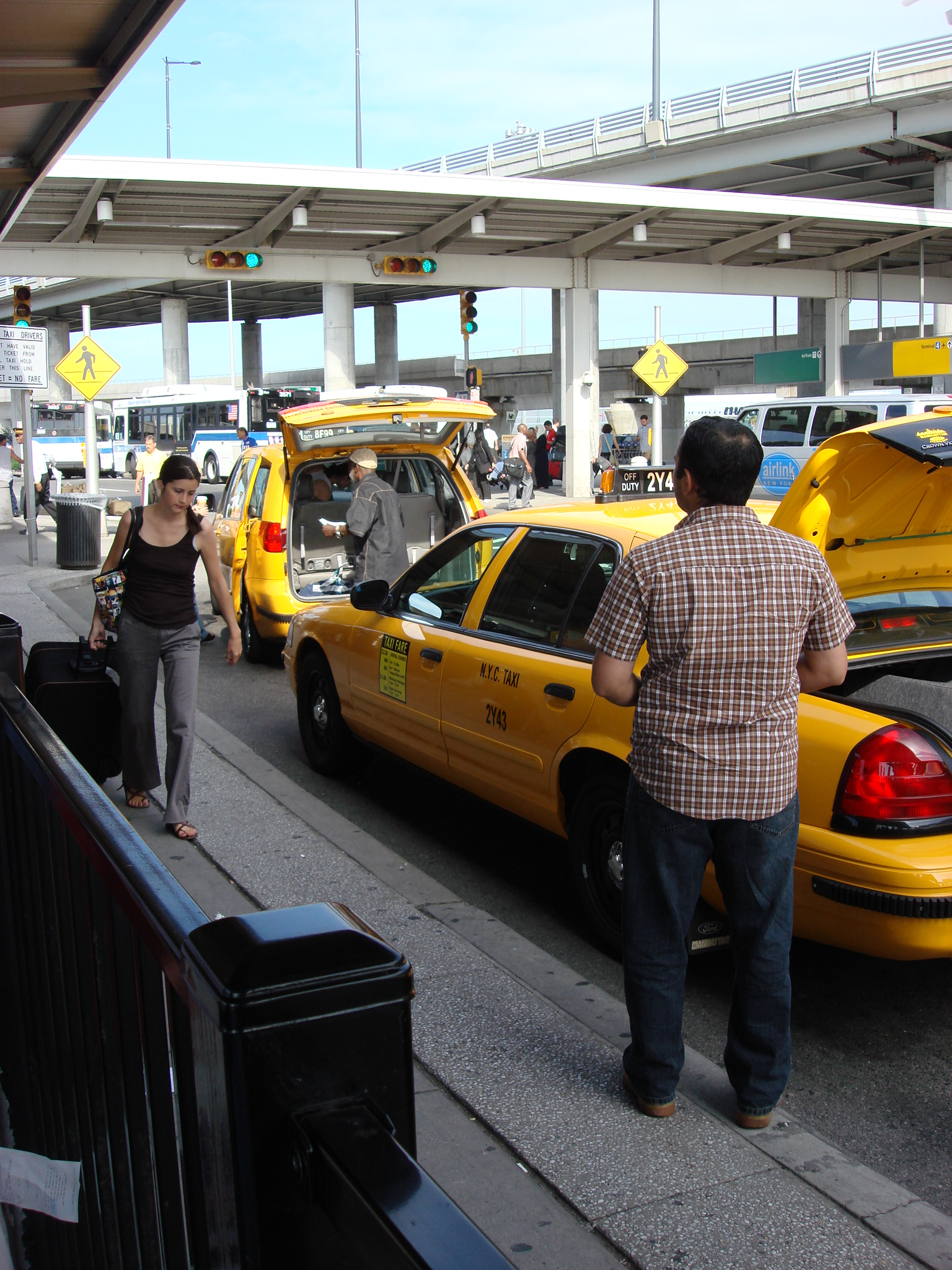
سيارات الاجرة تقف بجانب المبنى

يرتبط مطار جون كنيدي بمترو إنفاق نيويورك ونظام قطارات الضواحي عن طريق القطار المعلق. يتوقف القطار المعلق في جميع المباني الرئيسية في المطار ويقف أيضاً في المواقف العامة للسيارات وفندق المطار وموقف استئجار السيارات وأخيراً محطتي صب واي ( نظام قطارات تحت الأرض ) وهو مجاني في حدود المطار ويتم استقطاع 5 دولارات من الراكب إذا أراد الوقوف في محطتي الصب واي والتي تقعان خارج المطار. الوقت الذي يأخذه القطار من وسط مانهاتن إلى المطار حوالي 30 - 40 دقيقة.

### الحافلة
هناك خدمة للحافلات من وإلى المطار والمدينة تقدمها الكثير من الشركات الخاصة.

### سيارات الأجرة
سيارات الأجرة الصفراء التابعة لمدينة نيويورك والتي تديرها مدنية نيويورك للأجرة والليموزين، تقدم خدمات بسعر ثابت من مانهاتن إلى المطار بسعر 45 دولار.
منذ 30 نوفمبر 2006، أصبح هذا المعدل الثابت للأجرة ينطبق على السفر من مانهاتن إلى المطار.المسافة من مطار جون كنيدي إلى مانهاتن يمكن للشخص ان يصل خلال 35 دقيقة مستخدما هذه الخدمة. أيضا توفر الشركة خدمات التنقل من الباب أي الباب وخدمات نقل المسافرين إلى وجهات شهيرة.

### السيارات

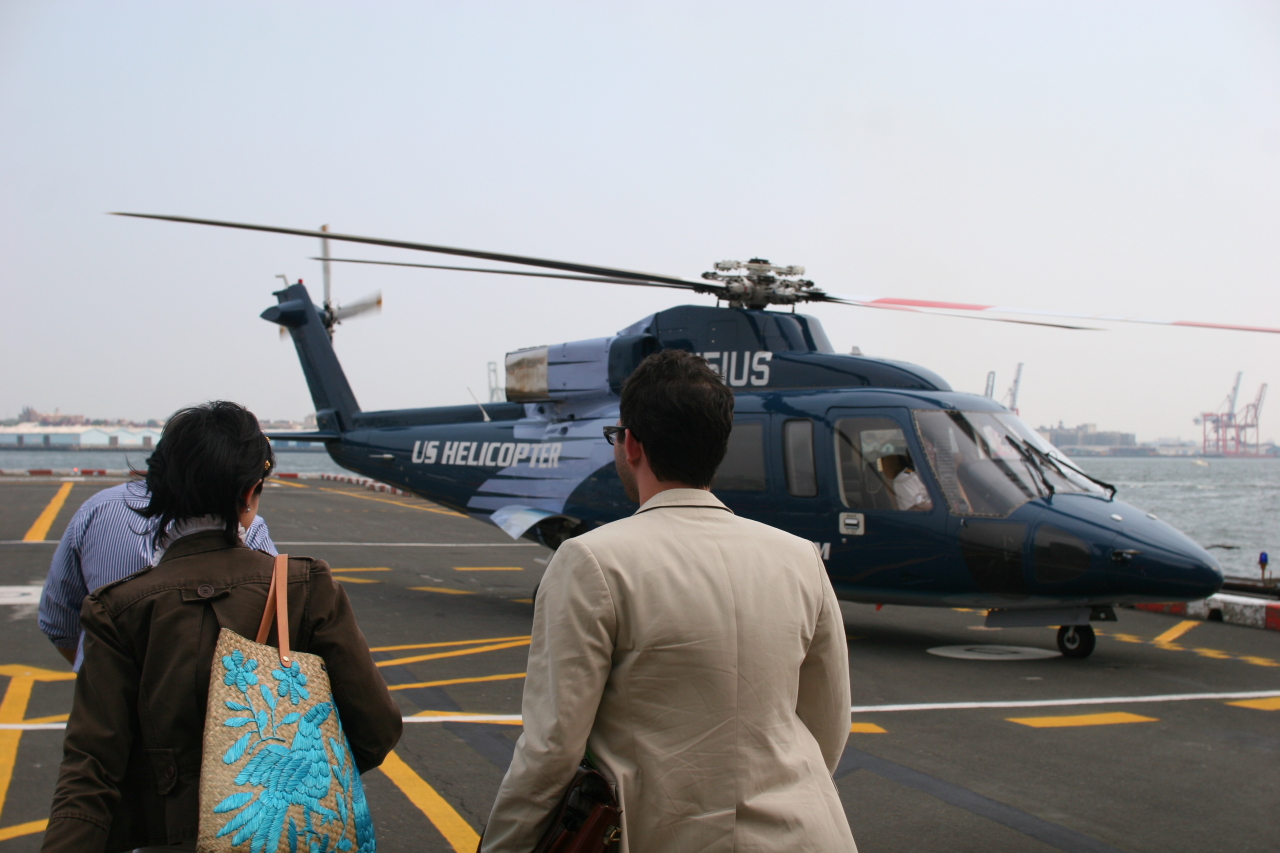
يو أس هليكوبتر تغدار وسط مانهاتن إلى المطار

مطار كينيدي يمكن الوصول إليه بسهولة عن طريق السيارة حيث يقع المطار في جنوب كوينز على طريق فان ويك السريع(I- 678). ويوفر المطار للمسافرين مواقف سيارات تتسع لـ 17000 سيارة في مبنى مخصص متعدد الطوابق ويقع في وسط المباني الثأمنية في المطار.
حوالي 6 شركات لتأجير السيارات تخدم الركاب في مطار كينيدي، وتقع أماكن استئجار السيارات خارج وداخل المطار وتكون عادة في صالة القادمون حيث يسهل للركاب القادمون الحصول على سيارات بشكل أسرع عند خروجهم من المطار.

### الهليكوبتر
تقوم شركة يو أس هليكوبتر بخدمة الركاب وذلك عن طريق تقديم خدمات جوية منتظمة عن طريق الهليكوبتر في كل ساعة بي المبنى رقم 3 ووسط مانهاتن. يمر الركاب المسافرين على متن مروحية إلى المطار تمر عبر حاجز أمني في مهبط طائرات الهليكوبتر، وليس في مطار جون كنيدي. الرحلات تستغرق 8 دقائق، وتكلفة كل منها 159 دولار في الاتجاه الواحد. وفي يوم 14 مايو 2007، نقلت الشركة محطة عملياتها من المبنى رقم 9 إلى المبنى رقم 3.

## شركات الطيران والوجهات

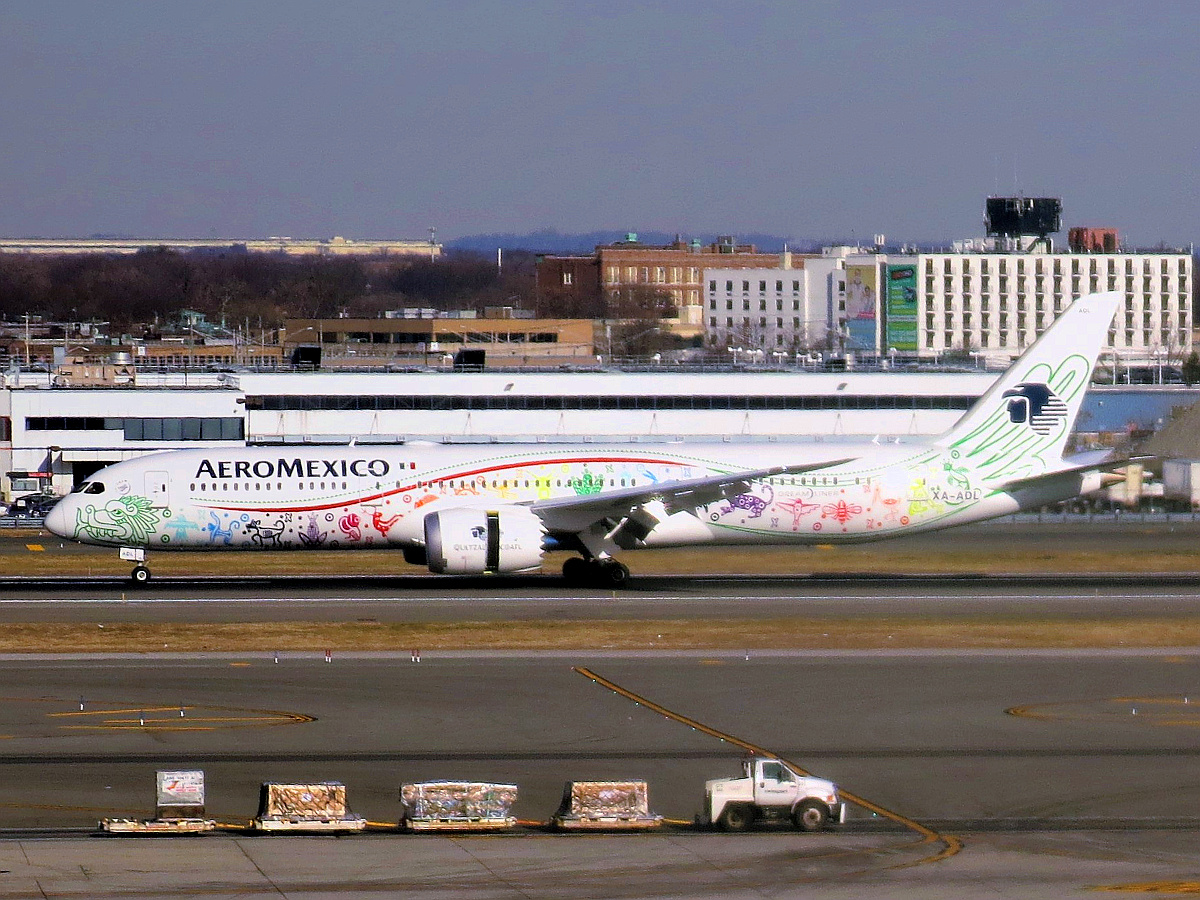
طائرة بوينغ دريملاينر ٧٨٧-٩ تابعة لشركة طيران المكسيك "آيرومكسيكو" رابضة في مطار جون إف كينيدي الدولي في مدينة نيويورك.

### الركاب
| شركـات طيـران                   | الوجهات | Refs    |
| ------------------------------- | --- | ------- |
| أير لينغس                       | مطار دبلن الدولي، مطار مانشستر، Shannon | [ 19 ]  |
| الخطوط الجوية الأرجنتينية       | مطار منيسترو بيستاريني الدولي | [ 21 ]  |
| طيران المكسيك                   | مطار بينيتو خواريز الدولي | [ 22 ]  |
| Aeroméxico Connect              | Monterrey (تستأنف في 16 مايو 2024) | [ 22 ]  |
| Air Canada Express              | مطار مونتريال الدولي، مطار تورونتو بيرسون الدولي | [ 24 ]  |
| طيران الصين                     | مطار بكين العاصمة الدولي | [ 25 ]  |
| طيران أوروبا                    | مطار مدريد باراخاس الدولي | [ 26 ]  |
| الخطوط الجوية الفرنسية          | مطار باريس شارل ديغول | [ 27 ]  |
| طيران الهند                     | مطار أنديرا غاندي الدولي، مطار تشاتراباتي شيفاجي الدولي | [ 28 ]  |
| طيران نيوزيلندا                 | مطار أوكلاند الدولي | [ 29 ]  |
| الخطوط الجوية السنغالية         | مطار بليز دياغني الدولي | [ 30 ]  |
| طيران صربيا                     | مطار بلغراد نيكولا تسلا | [ 31 ]  |
| خطوط آلاسكا الجوية              | مطار بورتلاند الدولي، مطار سان دييغو الدولي، مطار سان فرانسيسكو الدولي، مطار سياتل تاكوما الدولي موسمي: مطار تيد ستيفنز أنكوراج الدولي (تبدأ في 13 يونيو 2024)، Palm Springs ‏ (تبدأ في 14 ديسمبر 2023) | [ 34 ]  |
| خطوط كل اليابان الجوية          | مطار طوكيو هانيدا الدولي | [ 35 ]  |
| الخطوط الجوية الأمريكية         | أنتيغوا، مطار أوستن برغستروم الدولي، مطار برشلونة الدولي، برمودا، مطار لوجان الدولي، مطار منيسترو بيستاريني الدولي، Cancún، مطار شارلوت دوغلاس الدولي، مطار أوهير الدولي، مطار دالاس فورت ورث الدولي، مطار أنديرا غاندي الدولي، Georgetown–Cheddi Jagan ‏، مطار لندن هيثرو، مطار لوس أنجلوس الدولي، مطار مدريد باراخاس الدولي، مطار بينيتو خواريز الدولي، مطار ميامي الدولي، مطار مالبينسا، مطار سانجستر الدولي، Monterrey (تنتهي في 19 ديسمبر2023)، Orange County ‏، مطار باريس شارل ديغول، مطار فينيكس سكاي هاربر الدولي، Punta Cana ‏، St. Thomas ‏، مطار سان فرانسيسكو الدولي، مطار غواروليوس الدولي، مطار بن غوريون الدولي موسمي: مطار أثينا الدولي، Eagle/Vail، Liberia (CR) ‏، Providenciales، مطار ريو دي جانيرو الدولي، مطار ليوناردو دا فينشي، St. Kitts ‏، St. Lucia–Hewanorra ‏، مطار الأميرة جوليانا الدولي، San José del Cabo ‏ | [ 37 ]  |
| إمريكان إيغل                    | مطار لوجان الدولي، Cincinnati، Cleveland، Columbus–Glenn، مطار إنديانابوليس الدولي، مطار ناشفيل الدولي، Norfolk، مطار بيتسبرغ الدولي ‏، Raleigh/Durham، مطار تورونتو بيرسون الدولي، مطار رونالد ريغان الوطني، Worcester | [ 37 ]  |
| خطوط آسيانا الجوية              | مطار إنتشون الدولي | [ 38 ]  |
| الخطوط الجوية النمساوية         | مطار فيينا الدولي | [ 39 ]  |
| أفيانكا                         | مطار إلدورادو الدولي، Cali، Cartagena، مطار خوسية ماريا كوردوفا الدولي، Pereira | [ 40 ]  |
| أفيانكا كوستاريكا               | مطار خوان سانتاماريا الدولي موسمي: San Pedro Sula ‏ (تبدأ في 10 ديسمبر2023) | [ 42 ]  |
| أفيانكا الإكوادور               | Guayaquil، مطار ماريسكال سوكري الدولي | [ 43 ]  |
| أفيانكا السلفادور               | Guatemala City، مطار إل سلفادور الدولي | [ 40 ]  |
| Azores Airlines                 | مطار كريستيانو رونالدو، Ponta Delgada، مطار بورتو الدولي (تبدأ في 3 يونيو 2024) موسمي: Terceira | [ 45 ]  |
| الخطوط الجوية البريطانية        | مطار غاتويك، مطار لندن هيثرو | [ 46 ]  |
| خطوط بروكسل الجوية              | مطار بروكسل الدولي | [ 47 ]  |
| Cape Air                        | Saranac Lake/Lake Placid ‏ موسمي: Hyannis، Martha's Vineyard ‏، Nantucket | [ 48 ]  |
| Caribbean Airlines              | Georgetown–Cheddi Jagan ‏، مطار نورمان مانلي الدولي، مطار سانجستر الدولي، Port of Spain، St. Vincent–Argyle ‏، توباغو | [ 49 ]  |
| كاثي باسيفيك                    | مطار هونغ كونغ الدولي | [ 50 ]  |
| Cayman Airways                  | مطار أوين روبرتس الدولي | [ 51 ]  |
| الخطوط الجوية الصينية           | مطار تايوان تاويوان الدولي | [ 52 ]  |
| خطوط شرق الصين الجوية           | مطار شانغهاي بودنغ الدولي | [ 53 ]  |
| خطوط جنوب الصين الجوية          | مطار قوانغتشو باييون الدولي | [ 54 ]  |
| كوندور للطيران                  | مطار فرانكفورت | [ 55 ]  |
| خطوط كوبا الجوية                | مطار توكومين الدولي | [ 56 ]  |
| خطوط دلتا الجوية                | مطار كوتوكا الدولي، مطار سخيبول أمستردام، مطار الملكة بياتريس الدولي، مطار أثينا الدولي، مطار هارتسفيلد جاكسون، مطار أوستن برغستروم الدولي، مطار برشلونة الدولي، برمودا، مطار إلدورادو الدولي، مطار لوجان الدولي، مطار بروكسل الدولي، Cancún، مطار بليز دياغني الدولي، مطار دالاس فورت ورث الدولي، مطار دنفر الدولي، مطار ديترويت، مطار دبلن الدولي، مطار إدنبرة، Fort Lauderdale ‏، Fort Myers ‏، مطار فرانكفورت، مطار هونولولو الدولي، مطار نورمان مانلي الدولي (تبدأ في 13 يناير 2024)، مطار هاري ريد الدولي، مطار لشبونة، مطار لندن هيثرو، مطار لوس أنجلوس الدولي، مطار مدريد باراخاس الدولي، مطار بينيتو خواريز الدولي، مطار ميامي الدولي، مطار مالبينسا، مطار منيابولس سانت بول الدولي، مطار سانجستر الدولي، Nassau، مطار نيو اورليانز لويس أرمسترونغ الدولي، مطار أورلاندو الدولي، مطار باريس شارل ديغول، مطار فينيكس سكاي هاربر الدولي، مطار بورتلاند الدولي، Punta Cana ‏، مطار ليوناردو دا فينشي، مطار الأميرة جوليانا الدولي، مطار سولت ليك سيتي الدولي، مطار سان أنطونيو الدولي، مطار سان دييغو الدولي، مطار سان فرانسيسكو الدولي، مطار لويس مارين مونيوز، Santiago de los Caballeros ‏، مطار لاس أمريكا الدولي، مطار غواروليوس الدولي، مطار سياتل تاكوما الدولي، مطار تامبا الدولي، مطار بن غوريون الدولي، مطار البندقية ماركو بولو، مطار بالم بيتش الدولي، مطار زيورخ الدولي موسمي: مطار برلين براندنبرغ، Bozeman، مطار منيسترو بيستاريني الدولي، مطار كوبنهاغن، مطار جنيف الدولي، مطار غاتويك، مطار ميونخ الدولي (تبدأ في 9 أبريل 2024)، مطار نابولي (تبدأ في 23 مايو 2024)، مطار نيس كوت دازور، مطار فاكلاف هافيل الدولي، Providenciales، مطار كيفلافيك الدولي، مطار ريو دي جانيرو الدولي (تبدأ في 16 ديسمبر 2023)، St. Kitts ‏، St. Thomas ‏، San José del Cabo ‏، Shannon (تسأنف في 23 مايو 2024)، مطار ستوكهولم أرلاندا                                                                                                  | [ 60 ]  |
| Delta Connection                | مطار بالتيمور واشنطن الدولي، Bangor، مطار لوجان الدولي، مطار بوفالو نياغارا الدولي ‏، Burlington (VT) ‏، Charleston (SC) ‏، مطار شارلوت دوغلاس الدولي، مطار أوهير الدولي، Cincinnati، Cleveland، Columbus–Glenn، مطار ديترويت، مطار إنديانابوليس الدولي، Ithaca، مطار جاكسونفيل الدولي، Kansas City ‏، Milwaukee، مطار مونتريال الدولي، مطار ناشفيل الدولي، Norfolk، مطار بيتسبرغ الدولي ‏، Portland (ME) ‏، Raleigh/Durham، Richmond، Rochester (NY) ‏، Savannah، Syracuse، مطار تورونتو بيرسون الدولي، مطار واشنطن دولس الدولي، مطار رونالد ريغان الوطني موسمي: Martha's Vineyard ‏، Nantucket | [ 60 ]  |
| مصر للطيران                     | مطار القاهرة الدولي | [ 61 ]  |
| إل عال                          | مطار بن غوريون الدولي | [ 62 ]  |
| طيران الإمارات                  | مطار دبي الدولي، مطار مالبينسا | [ 63 ]  |
| الخطوط الجوية الإثيوبية         | مطار فيليكس أوفوي بوانيي الدولي، مطار أديس أبابا بولي الدولي | [ 64 ]  |
| الاتحاد للطيران                 | مطار أبو ظبي الدولي | [ 65 ]  |
| إيفا للطيران                    | مطار تايوان تاويوان الدولي | [ 66 ]  |
| فين إير                         | مطار هلسنكي فانتا | [ 67 ]  |
| Flair Airlines                  | موسمي: مطار تورونتو بيرسون الدولي | [ 68 ]  |
| خطوط هاواي الجوية               | مطار هونولولو الدولي | [ 69 ]  |
| أيبيريا (شركة طيران)            | مطار مدريد باراخاس الدولي | [ 70 ]  |
| طيران آيسلندا                   | مطار كيفلافيك الدولي | [ 71 ]  |
| إيتا (شركة طيران)               | مطار مالبينسا، مطار ليوناردو دا فينشي | [ 72 ]  |
| الخطوط الجوية اليابانية         | مطار طوكيو هانيدا الدولي | [ 73 ]  |
| خطوط جيت بلو الجوية             | Aguadilla، مطار سخيبول أمستردام، أنتيغوا، مطار الملكة بياتريس الدولي، مطار هارتسفيلد جاكسون، مطار أوستن برغستروم الدولي، باربادوس، Belize City ‏ (تبدأ في 6 ديسمبر 2023)، برمودا، مطار لوجان الدولي، مطار بوفالو نياغارا الدولي ‏، Burbank، Burlington (VT) ‏ (تنتهي في 4 يناير 2024)، Cancún، Cartagena، Charleston (SC) ‏، مطار أوهير الدولي، كوراساو، مطار دنفر الدولي، مطار ديترويت، Fort Lauderdale ‏، Fort Myers ‏، Georgetown–Cheddi Jagan ‏، مطار أوين روبرتس الدولي، غرينادا، Guatemala City، Guayaquil، مطار جورج بوش الدولي، مطار جاكسونفيل الدولي، Kansas City ‏، مطار نورمان مانلي الدولي، مطار هاري ريد الدولي، Liberia (CR) ‏، مطار غاتويك، مطار لندن هيثرو، مطار لوس أنجلوس الدولي، مطار ميامي الدولي، Milwaukee، مطار سانجستر الدولي، مطار ناشفيل الدولي، Nassau، مطار نيو اورليانز لويس أرمسترونغ الدولي، Ontario (CA) ‏، مطار أورلاندو الدولي، مطار باريس شارل ديغول، مطار فينيكس سكاي هاربر الدولي، Pointe-à-Pitre، Ponce، Port-au-Prince، Port of Spain، Providenciales، Puerto Plata ‏، Punta Cana ‏، Raleigh/Durham، Rochester (NY) ‏، Sacramento، St. Kitts ‏ (تبدأ في 2 نوفمبر 2023)، St. Lucia–Hewanorra ‏، مطار الأميرة جوليانا الدولي، St. Thomas ‏، مطار سولت ليك سيتي الدولي، مطار سان أنطونيو الدولي، مطار سان دييغو الدولي، مطار سان فرانسيسكو الدولي، مطار خوان سانتاماريا الدولي، San José del Cabo ‏، مطار لويس مارين مونيوز، Santiago de los Caballeros ‏، مطار لاس أمريكا الدولي، Sarasota، Savannah، مطار سياتل تاكوما الدولي، Syracuse، مطار تامبا الدولي، مطار فانكوفر الدولي، مطار رونالد ريغان الوطني، مطار بالم بيتش الدولي موسمي: Albuquerque، Bozeman، مطار دبلن الدولي (تبدأ في 13 مارس 2024)، مطار إدنبرة (تبدأ في 22 مايو 2024)، Hyannis، Martha's Vineyard ‏، Montrose، Nantucket، Palm Springs ‏، Portland (ME) ‏، مطار بورتلاند الدولي، Puerto Vallarta ‏، مطار رينو تاهو الدولي، مطار سان خوسيه الدولي | [ 79 ]  |
| الخطوط الجوية الكينية           | مطار جومو كينياتا الدولي | [ 80 ]  |
| الخطوط الجوية الملكية الهولندية | مطار سخيبول أمستردام | [ 81 ]  |
| كوريا للطيران                   | مطار إنتشون الدولي | [ 82 ]  |
| الخطوط الجوية الكويتية          | مطار الكويت الدولي | [ 83 ]  |
| لاتام البرازيل                  | مطار غواروليوس الدولي | [ 84 ]  |
| خطوط لان الجوية                 | مطار أرتورو ميرينو بينيتيز الدولي | [ 84 ]  |
| لاتام بيرو                      | مطار خورخي تشافيز الدولي | [ 85 ]  |
| Level                           | مطار برشلونة الدولي | [ 86 ]  |
| خطوط لوت الجوية البولندية       | مطار وارسو فريدريك شوبان | [ 87 ]  |
| لوفتهانزا                       | مطار فرانكفورت، مطار ميونخ الدولي | [ 88 ]  |
| نيوس (شركة طيران)               | مطار مالبينسا | [ 89 ]  |
| خطوط نورس أتلانتيك الجوية       | مطار غاتويك، مطار باريس شارل ديغول موسمي: مطار برلين براندنبرغ، مطار أوسلو-غاردرموين، مطار ليوناردو دا فينشي | [ 90 ]  |
| الخطوط الجوية الفلبينية         | مطار نينوي أكوينو الدولي | [ 91 ]  |
| كانتاس                          | مطار أوكلاند الدولي، مطار سيدني | [ 92 ]  |
| الخطوط الجوية القطرية           | مطار حمد الدولي | [ 93 ]  |
| الخطوط الملكية المغربية         | مطار محمد الخامس الدولي | [ 94 ]  |
| الملكية الأردنية                | مطار الملكة علياء الدولي | [ 95 ]  |
| الخطوط السعودية                 | مطار الملك عبد العزيز الدولي، مطار الملك خالد الدولي | [ 96 ]  |
| الخطوط الجوية الإسكندنافية      | مطار كوبنهاغن | [ 97 ]  |
| الخطوط الجوية السنغافورية       | مطار فرانكفورت، مطار شانغي سنغافورة | [ 98 ]  |
| خطوط بلاد الشمس الجوية          | موسمي: مطار منيابولس سانت بول الدولي | [ 99 ]  |
| الخطوط الجوية الدولية السويسرية | مطار جنيف الدولي، مطار زيورخ الدولي | [ 100 ] |
| تاب برتغال                      | مطار لشبونة | [ 101 ] |
| الخطوط الجوية التركية           | مطار إسطنبول الدولي | [ 102 ] |
| الخطوط الجوية الأوزبكية         | مطار طشقند الدولي | [ 103 ] |
| خطوط فيرجن أتلانتيك الجوية      | مطار لندن هيثرو، مطار مانشستر | [ 104 ] |
| Viva Aerobus                    | مطار بينيتو خواريز الدولي | [ 105 ] |
| Volaris                         | مطار غوادالاخارا الدولي | [ 106 ] |
| Volaris Costa Rica              | مطار خوان سانتاماريا الدولي، مطار إل سلفادور الدولي | [ 107 ] |
| ويست جت إيرلاينز ‏               | مطار كالغاري الدولي | [ 108 ] |

### الشحن
عند تصنيفه حسب قيمة الشحنات التي تمر عبره، يعد مطار جون كينيدي بوابة الشحن رقم ثلاثة في الولايات المتحدة (بعد ميناء لوس أنجلوس وميناء نيويورك ونيوجيرسي )، وبوابة الشحن الجوي الدولية الأولى في الولايات المتحدة. نقل ما يقرب من 21% من إجمالي الشحن الجوي الدولي للولايات المتحدة من حيث القيمة و9.6% من حيث الحمولة عبر مطار جون كينيدي في عام 2008.
مجمع الشحن الجوي في المطار هو منطقة تجارة خارجية تقع بشكل قانوني خارج المنطقة الجمركية في الولايات المتحدة. يعد مطار جون كنيدي مركزًا رئيسيًا للشحن الجوي بين الولايات المتحدة وأوروبا. تعد لندن وبروكسل وفرانكفورت أهم ثلاث طرق تجارية لمطار جون كنيدي. ولكن فإن المطارات الأوروبية هي في الغالب حلقة في سلسلة التوريد العالمية. كانت أهم أسواق الوجهة للشحن الجوي من مطار جون كنيدي في عام 2003 هي طوكيو وسيول ولندن. وبالمثل، كانت الأسواق الرئيسية للواردات في مطار جون كنيدي هي سيول وهونج كونج وتايبيه ولندن.
تعمل 25 شركة طيران للشحن من مطار جون كنيدي، من بينها: طيران الصين للشحن الجوي، طيران إيه بي أكس، خطوط آسيانا الجوية، طيران أطلس، خطوط كال للشحن الجوي، كارغولوكس، كاثي باسيفيك، الخطوط الجوية الصينية، إيفا للطيران، الإمارات للشحن الجوي، Nippon Cargo Airlines، فيديكس إكسبرس، DHL Air UK، طيران كاليتا، كوريا للطيران، لوفتهانزا للشحن، يو بي إس (بريد سريع)، Southern Air وسابقا خطوط العالم الجوية. قامت شركات النقل الخمس الكبرى التالية بنقل 33.1% من إجمالي إيرادات الشحن في عام 2005: الخطوط الجوية الأمريكية (10.9% من الإجمالي)، فيديكس إكسبريس (8.8%)، لوفتهانزا للشحن (5.2%)، الخطوط الجوية الكورية للشحن (4.9%)، الخطوط الجوية الصينية (3.8% ). %).
تقع معظم مرافق الشحن والصيانة في مطار جون كنيدي شمال وغرب منطقة الصالة الرئيسية. لدى شركات دي إتش إل للطيران، فيديكس إكسبرس، الخطوط الجوية اليابانية، لوفتهانزا، Nippon Cargo Airlines and الخطوط الجوية المتحدة مراكز شحن في مطار جون كنيدي. افتتحت شركة كوريا للطيران الكورية في عام 2000 محطة شحن جديدة بقيمة 102 مليون دولار في مطار جون كينيدي بمساحة أرضية إجمالية قدرها 81,124 قدم مربع (7,536.7 م 2 ) والقدرة على التعامل مع 200,000 طن سنويًا. افتتحت الخطوط الجوية الأمريكية في عام 2007 منشأة جديدة لخدمة الطرود ذات الأولوية في المبنى رقم 8، والتي تتميز بعمليات شحن لمدة 30 دقيقة لشحنات الطرود ذات الأولوية داخل الولايات المتحدة.
| شركـات طيـران               | الوجهات |
| --------------------------- | --- |
| طيران الصين للشحن الجوي     | مطار تيد ستيفنز أنكوراج الدولي، مطار بكين العاصمة الدولي، مطار دالاس فورت ورث الدولي، مطار شانغهاي بودنغ الدولي                                                        |
| Amazon Air                  | مطار شيكاغو روكفورد الدولي، Cincinnati، Fort Worth ‏، Sacramento، مطار سياتل تاكوما الدولي، Wilmington (OH) ‏                                                            |
| خطوط آسيانا الجوية          | مطار تيد ستيفنز أنكوراج الدولي، مطار إنتشون الدولي |
| خطوط تي أن تي الجوية        | مطار لييج |
| طيران أطلس                  | مطار تيد ستيفنز أنكوراج الدولي، مطار هانغتشو شياوشان الدولي، مطار لوس أنجلوس الدولي                                                                                    |
| AeroUnion                   | مطار بينيتو خواريز الدولي |
| خطوط كال للشحن الجوي        | مطار لييج، مطار بن غوريون الدولي |
| كارغولوكس                   | مطار أوهير الدولي، مطار غوادالاخارا الدولي، مطار جورج بوش الدولي، مطار لوس أنجلوس الدولي، مطار لوكسمبورغ، مطار بينيتو خواريز الدولي، مطار تولوز بلانياك                |
| Cargolux Italia             | مطار لوكسمبورغ، مطار مالبينسا |
| كاثي باسيفيك                | مطار تيد ستيفنز أنكوراج الدولي، مطار كالغاري الدولي، مطار أوهير الدولي، Columbus–Rickenbacker، مطار هونغ كونغ الدولي، مطار بورتلاند الدولي، مطار تورونتو بيرسون الدولي |
| Challenge Airlines SA ‏      | مطار لييج، مطار بن غوريون الدولي |
| الخطوط الجوية الصينية       | مطار تيد ستيفنز أنكوراج الدولي، مطار تايوان تاويوان الدولي |
| الخطوط الجوية الصينية للشحن | مطار سياتل تاكوما الدولي، مطار شانغهاي بودنغ الدولي |
| خطوط جنوب الصين الجوية      | مطار تيد ستيفنز أنكوراج الدولي، مطار قوانغتشو باييون الدولي |
| دي إتش إل للطيران           | مطار تيد ستيفنز أنكوراج الدولي، مطار أوهير الدولي، Cincinnati، East Midlands ‏، مطار لايبزيغ هاله                                                                       |
| الإمارات للشحن الجوي        | مطار أوهير الدولي، مطار آل مكتوم الدولي، مطار ماستريخت آخن |
| إيفا للطيران                | مطار تيد ستيفنز أنكوراج الدولي، مطار تايوان تاويوان الدولي |
| فيديكس إكسبرس               | مطار إنديانابوليس الدولي، مطار ممفيس الدولي، مطار واشنطن دولس الدولي                                                                                                   |
| طيران كاليتا                | مطار سخيبول أمستردام |
| كوريا للطيران               | مطار تيد ستيفنز أنكوراج الدولي، مطار ميامي الدولي، مطار إنتشون الدولي، مطار شانغهاي بودنغ الدولي، مطار تورونتو بيرسون الدولي                                           |
| لوفتهانزا للشحن             | مطار هارتسفيلد جاكسون، مطار فرانكفورت، مطار بينيتو خواريز الدولي |
| MNG Airlines                | مطار كولونيا بون الدولي |
| Nippon Cargo Airlines       | مطار تيد ستيفنز أنكوراج الدولي، مطار أوهير الدولي، مطار ناريتا الدولي                                                                                                  |
| Qantas Freight              | مطار تيد ستيفنز أنكوراج الدولي، مطار تشونغتشينغ جيانغبى الدولي، مطار شانغهاي بودنغ الدولي                                                                              |
| الخطوط الجوية القطرية       | مطار حمد الدولي، مطار هاليفاكس الدولي، مطار سرقسطة |
| الخطوط السعودية للشحن       | مطار الملك عبد العزيز الدولي |
| الخطوط الجوية التركية       | مطار إلدورادو الدولي، مطار إسطنبول الدولي، مطار تورونتو بيرسون الدولي، مطار سرقسطة                                                                                     |
| خطوط يو بي إس الجوية        | مطار شيكاغو روكفورد الدولي، Louisville، مطار أورلاندو الدولي، مطار فيلادلفيا الدولي موسمي: Hartford                                                                    |

## الإحصائيات

### عدد الركاب
| السنة | الركاب     |
| ----- | ---------- |
| 2009  | 45,877,942 |
| 2010  | 46,515,060 |
| 2011  | 47,643,477 |
| 2012  | 49,273,824 |
| 2013  | 50,451,822 |
| 2014  | 53,220,426 |
| 2015  | 56,884,730 |
| 2016  | 59,103,472 |
| 2017  | 59,488,982 |
| 2018  | 61,636,235 |
| 2019  | 62,571,463 |
| 2020  | 16,630,642 |
| 2021  | 30,788,322 |
| 2022  | 55,287,711 |

### أهم الوجهات
| الرتبة | المطار                    | الركاب    | الناقل                           |
| ------ | ------------------------- | --------- | -------------------------------- |
| 1      | مطار لوس أنجلوس الدولي    | 1,400,000 | الأمريكية، دلتا، جست بلو         |
| 2      | مطار سان فرانسيسكو الدولي | 988,000   | آلاسكا، الأمريكية، دلتا، جست بلو |
| 3      | مطار ميامي الدولي         | 954,000   | الأمريكية، دلتا، جست بلو         |
| 4      | مطار أورلاندو الدولي      | 721,000   | دلتا، جست بلو                    |
| 5      | Fort Lauderdale، Florida ‏ | 643,000   | دلتا، جست بلو                    |
| 6      | مطار هارتسفيلد جاكسون     | 564,000   | دلتا، جست بلو                    |
| 7      | مطار لوجان الدولي         | 509,000   | الأمريكية، دلتا، جست بلو         |
| 8      | مطار لويس مارين مونيوز    | 499,000   | دلتا، جست بلو                    |
| 9      | مطار هاري ريد الدولي      | 477,000   | دلتا، جست بلو                    |
| 10     | مطار سياتل تاكوما الدولي  | 476,000   | آلاسكا، دلتا، جست بلو            |

| الرتبة | التغيير | الركاب                                          | الركاب    | التغيير | الناقل                                                            |
| ------ | ------- | ----------------------------------------------- | --------- | ------- | ----------------------------------------------------------------- |
| 1      | ▲2      | مطار لندن هيثرو                                 | 2,316,480 | ▲283.7% | الأمريكية، الخطوط الجوية البريطانية، دلتا، جست بلو، فيرجن أتلانتك |
| 2      | ▲3      | مطار باريس شارل ديغول                           | 1,446,607 | ▲162.8% | طيران فرنسا، الأمريكية، دلتا، جست بلو، Norse Atlantic             |
| 3      | ▼2      | Santiago de los Caballeros، Dominican Republic ‏ | 893,376   | ▼2.7%   | دلتا، جست بلو                                                     |
| 4      | ▼2      | مطار لاس أمريكا الدولي                          | 885,562   | ▲15.3%  | دلتا، جست بلو                                                     |
| 5      | ▲12     | مطار مدريد باراخاس الدولي                       | 727,206   | ▲57.3%  | طيران أوروبا، الأمريكية، دلتا، أيبيريا                            |
| 6      | ▲10     | مطار سخيبول أمستردام                            | 720,926   | ▲149.9% | دلتا، جست بلو، الملكية الهولندية                                  |
| 7      | ▼3      | Cancún، Mexico                                  | 682,079   | ▲35.0%  | الأمريكية، دلتا، جست بلو                                          |
| 8      | ▲15     | مطار مالبينسا                                   | 659,283   | ▲168.0% | الأمريكية، دلتا، الإمارات، إيتا، نيوس                             |
| 9      |         | مطار بن غوريون الدولي                           | 648,989   | ▲73.5%  | الأمريكية، دلتا، El AL                                            |
| 10     | ▲10     | مطار ليوناردو دا فينشي                          | 621,483   | ▲173.7% | الأمريكية، دلتا، إيتا، Norse Atlantic                             |
| 11     | ▲20     | مطار فرانكفورت                                  | 591,502   | ▲241.7% | كوندور، دلتا، لوفتهانزا، السنغافورية                              |
| 12     | ▼6      | مطار بينيتو خواريز الدولي                       | 586,955   | ▲36.4%  | المكسيكية، الأمريكية، دلتا، فيفا إيروباص                          |
| 13     | ▼1      | مطار دبي الدولي                                 | 574,125   | ▲158.6% | الإمارات                                                          |
| 14     | ▼7      | مطار إسطنبول الدولي                             | 562,854   | ▲64.6%  | التركية                                                           |
| 15     | ▼7      | Punta Cana، Dominican Republic ‏                 | 533,624   | ▲77.1%  | الأمريكية، دلتا، جست بلو                                          |
| 16     | ▼2      | مطار حمد الدولي                                 | 517,795   | ▲47.9%  | القطرية                                                           |
| 17     | ▲10     | مطار دبلن الدولي                                | 507,600   | ▲73.3%  | إير ليغوس، دلتا                                                   |
| 18     | ▼8      | مطار سانجستر الدولي                             | 483,321   | ▲80.1%  | دلتا، جست بلو                                                     |
| 19     | ▲20     | مطار غواروليوس الدولي                           | 435,977   | ▲277.7% | الأمريكية، دلتا، لاتام البرازيل                                   |
| 20     | ▲35     | مطار برشلونة الدولي                             | 432,531   | ▲103.0  | الأمريكية، دلتا، Level                                            |

### أكبر الشركات
| الرتبة | المطار                     | الركاب     | الحصة |
| ------ | -------------------------- | ---------- | ----- |
| 1      | خطوط دلتا الجوية           | 17,276,949 | 28.7% |
| 2      | خطوط جيت بلو الجوية        | 17,045,499 | 28.4% |
| 3      | الخطوط الجوية الأمريكية    | 7,997,362  | 13.3% |
| 4      | خطوط آلاسكا الجوية         | 1,251,290  | 02.2% |
| 5      | الخطوط الجوية الفرنسية     | 1,115,681  | 01.9% |
| 6      | الخطوط الجوية البريطانية   | 1,110,609  | 01.8% |
| 7      | خطوط فيرجن أتلانتيك الجوية | 902,754    | 01.5% |
| 8      | طيران الإمارات             | 878,766    | 01.5% |
| 9      | أفيانكا                    | 702,248    | 01.2% |
| 10     | أير لينغس                  | 610,941    | 01.0% |

## الحوادث
شهد مطار كنيدي عدة حوادث في الطيران المدني
- 18 ديسمبر، 1954 - طائرة دوغلاس دي سي-6 تابعة لشركة لاين أيري إتالياني تحطمت أثناء محاولتها الرابعة للهبوط في مطار أيدلويلد (الاسم السابق جون كنيدي)، وكانت تدور حول المطار لمدة ساعتين ونصف. قتل 26 من 32 راكبا على متن الطائرة.
- 16 ديسمبر، 1960 - أصطدمت طائرتا الخطوط الجوية المتحدة من نوع دوغلاس دي سي-8 وطائرة لشركة تي دبليو إيه أثناء اقترابهما من المطار. سقطت طائرة المتحدة في حي بروكلين وتي دبليو إيه في ستاتين أيلاند. وقتل في الحادث 127 شخصا على متن الطائرة إضافة إلى 5 قتلوا على الأرض.
- 1 مارس، 1962 - الخطوط الجوية الأمريكية رحلة رقم 1  نسخة محفوظة 10 مارس 2007 على موقع واي باك مشين.، من نوع بوينغ 707 سقطت أثناء اقلاعها نتيجة خروج ذيل الطائرة من جسمها وقتل جميع الركاب 95 و12 من أفراد الطاقم في هذه الحادثة.
- 30 نوفمبر، 1962 - الخطوط الجوية الشرقية من نوع دوغلاس دي سي 7 سقطت خلال قيامها بعملية إعادة الهبوط.
- 8 فبراير، 1965 - الخطوط الجوية الشرقية من نوع دوغلاس دي سي 7 تحطمت قبالة شاطئ جونز بعد اقلاعها عندما وجد الطيارين انفسها على ما يبدو في مسار تصادمي مع مع طائرة بان أم من طراز بوينغ 707 وقد قاما بمناورات ومراوغات فوق احتمال الطائرة مما أدى إلى سقطوها.